# 31e corps d'armée (Union soviétique)
Pour les articles homonymes, voir 31e corps d'armée.
Le 31e corps d'armée (russe : 31-й армейский корпус) est une grande unité militaire soviétique (numéro d'unité militaire17351), stationné dans le district militaire transcaucasien de 1956 à 1992.

## Historique
Formé en 1942 sous le nom de 13e corps de fusiliers (en), il est s'installe son quartier-général à Koutaïssi après la fin de la Seconde Guerre mondiale et est renommé en 1949 13e corps de fusiliers de montagne. En juin 1956, il est renommé 31e corps spécial de fusiliers puis 31e corps d'armée spécial le 1er octobre 1957. Le 9 mai 1961, il est renommé 31e corps d'armée.
Il reçoit l'ordre de Koutouzov, 2e classe, le 21 février 1974, en récompense des actions du 13e corps pendant la Grande Guerre patriotique.
Le corps est dissout en 1992.

## Composition
- 1re division mécanisée de la Garde, jusqu'en 1957 (transférée à la 7e armée de la Garde) à Tbilissi [3],[5],[6]
- 10e division de fusiliers motorisés de la Garde (en) (10e division de fusiliers de montagne de la Garde jusqu'en mai 1961[7]), à Akhaltsikhé[3]
- 145e division de fusiliers motorisés (145e division de fusiliers de montagne jusqu'en mai 1961[7]), à Batoumi (à Léninakan jusqu'en 1958)[3]
- 146e division de fusiliers de montagne, jusqu'à sa dissolution en juillet 1958, à Batoumi [8],[5]
- 147e division de fusiliers motorisés (ru), à partir de 1959, à Akhaltsikhé[9]
- 152e division cadre de fusiliers motorisés, de sa création en 1972 à sa transformation en 5199e base de stockage d'armes et d'équipement le 1er septembre 1989, à Koutaïssi[4],[10],
- 6e région fortifiée, à Akhaltsikhé[4],[11]
- 8e région fortifiée, à Koutaïssi[4],[11]